# Deutzia ovalis
Deutzia ovalis là một loài thực vật có hoa trong họ Tú cầu. Loài này được Fedde mô tả khoa học đầu tiên năm 1906.